# Dominik Sobl
Dominik Sobl (* 30. September 1986) ist ein ehemaliger österreichischer Fußballspieler.
Er ist der Sohn des ehemaligen Fußballspielers Walter Sobl, der es im Laufe seiner Karriere auf rund 300 Profiligaeinsätze gebracht hatte.

## Karriere
Sobl begann seine Vereinskarriere 1992 bei seinem Heimatverein dem SV Mitterdorf im Mürztal, von dem er 2000 in die Jugendabteilung des SVA Kindberg und von dieser bereits ein Jahr später in den Nachwuchs des Grazer AK wechselte. Sobl, der hier unter anderem das HIB Liebenau besuchte, brachte es über die Amateure des Grazer AK zu ersten Einsätzen im Erwachsenenfußball. 2005 kam er für ein halbes Jahr als Kooperationsspieler zur Kapfenberger SV. Dort absolvierte der Abwehrspieler in der Herbstsaison 2005/06 16 Spiele für Kapfenberg und erhielt drei gelbe Karten. Im Frühjahr 2006 war er wieder für den GAK tätig, von Sommer 2006 bis 2008 war er wieder für die Kapfenberger in der zweitklassigen Ersten Liga im Einsatz. Im Dezember 2008 wechselte er zum Steirischen Landesligisten SVL Flavia Solva. Anschließend spielte er in der Saison 2010/11 beim SC Kalsdorf, in der Saison 2011/12 beim SV Pachern und in der Saison 2012/13 beim SV Lafnitz.
Anfang des Jahres 2014 schloss er sich dem mittlerweile in der unterste Liga neu gestarteten Grazer AK an, für den er es bis zum Ende der Saison auf zehn Einsätze und fünf Tore in der achtklassigen 1. Klasse Mitte A brachte. Als klarer Meister stieg der GAK zu Saisonende in die nächsthöhere Spielklasse auf. In der Saisonvorbereitung verletzte sich Sobl jedoch bei einem Freundschaftsspiel gegen den SC St. Peter/Freienstein so schwer, dass eine Knieoperation nötig war, die ihn in weiterer Folge mit 28 Jahren zu einem frühen Karriereende zwang. Als Ersatz für Sobl wurde der einstige KSV-Spieler Florian Stadler verpflichtet. In der Winterpause 2014/15 berichtete der Grazer AK noch über einen nicht erwartungsgemäßen Heilungsverlauf Sobls Verletzung, woraufhin kurze Zeit später sein offizielles Karriereende erfolgte.
Heute arbeitet der verheiratete Vater einer Tochter bei der Österreichischen Post.